# Mark Hollis
Mark David Hollis (Tottenham, Londres, 4 de gener del 1955 - 25 de febrer del 2019). Va ser un músic i compositor anglés, una referència del pop electrònic i alhora de les avantguardes i líder del grup Talk Talk. Després de la dissolució del grup en 1991, Hollis va llançar en 1998 un àlbum debut homònim en solitari, Mark Hollis, però això no el va fer tornar a la indústria de la música ni als escenaris.